# Willem van der Haegen
Willem van der Haegen (Bruges, 1430 — Topo, São Jorge, 21 de dezembro de 1507/9), ou Willem De Kersemakere (também grafado Kaasmaker ou Kasmach ou Brandath) conhecido em português por Guilherme da Silveira ou Guilherme Casmaca, foi um empreendedor e explorador flamengo, pioneiro no povoamento do arquipélago dos Açores, e do qual os descendentes fizeram parte da nobreza açoriana original.

## Colonização dos Açores
Em torno de 1470, van der Haegen desembarcou na Ilha do Faial a convite de Joost de Hurtere, seu primeiro capitão do donatário.
Liderando uma segunda vaga de povoadores, leva consigo sua família e familiares, mestres de mais variados ofícios. Sentindo posteriormente alguma má vontade e rivalidade por parte de Hurtere, decide abandonar a ilha. Fixa-se então em Quatro Ribeiras, na Ilha Terceira, fazendo sua lavoura de trigo e cultivo de pastel (Isactis Tinctoria L.), antes produzido na Picardia e na Normandia, que exportava para a Flandres. Indo a Lisboa, encontra-se com D. Maria de Vilhena, viúva de D. Fernão Teles de Meneses e tutora de Rui Teles, seu filho. Esta cede os direitos de exploração da ilha em troca do pagamento dos direitos sobre as Ilhas das Floreiras - nome por que eram então conhecidas as ilhas das Flores e do Corvo.
Por volta de 1478, van der Haegen ter-se-á fixado na Ilha das Flores, no sítio denominado Ribeira da Cruz. Devido ao isolamento das demais ilhas e dificuldades nas comunicações, a exploração agrícola da ilha não era aliciante dada a dificuldade em exportar. Decide então abandonar a ilha, retornando para a Ilha Terceira, e desta para a Ilha de São Jorge onde se fixou definitivamente no sítio do Topo. Viveu com tanta abundância que somente de dízimo da seara que cultivava, segundo diz Gaspar Frutuoso, pagava cada ano 50 a 60 moios (Livro 6.º das Saudades da Terra). Morreu em 21 de dezembro de 1507/9, estando sepultado na ermida anexa a Solar dos Tiagos, na vila do Topo, hoje em ruínas.

## Relações familiares

### Casamento e progênie
Casou com Margarida de Zabuya, provavelmente em Bruges, Flandres, Bélgica (Gaspar Frutuoso chama-a de Margarida da Sabuya, embora outros historiadores lhe chamem, de Azambuja; outros ainda de Sabina, Sabuia, Sabuio ou Saboia), e teve oito filhos, os quais todos se integraram nas comunidades centrais do arquipélago:
1. Margarida da Silveira, nasceu em 1452 em Bruges, Flandres, Bélgica; morreu em torno de 1529 nos Flamengos, Ilha do Faial, Açores. Casou-se também nos Flamengos com o nobre flamengo Josse van Aertrycke ou Jorge da Terra, “o velho”, da família van Aertrijcke do Castelo de Tillegem. Margarida e seu marido são os ancestrais da família Silveiro Ramos de Portugal, atualmente chefiada por Ricardo de Faria Blanc da Silveira Ramos de Camarate Silveira;
2. João da Silveira, o velho, nasceu em 1456 em Bruges, Flandres, Bélgica; morreu em 1481; casou com Guiomar Borges Abarca na Ilha Terceira, Açores, Portugal.
3. Jorge da Silveira (Jorge da Silveira ou Joz, ou Josse, ou José, nasceu cerca 1458, destino ignorado.) em Bruges, Flandres, Bélgica;
4. Catarina da Silveira, nasceu em 1462 em Bruges, Flandres, Bélgica; casou com o capitão-mor Jorge Gomes de Ávila em 1484 na Ilha Graciosa, Açores. Nascido em 1453 na Ilha Graciosa, Açores;
5. Luzia da Silveira, nasceu em 1464 em Bruges, Flandres, Bélgica; morreu em 1548 na Vila do Topo, Ilha de São Jorge, Açores; casou com André Fernandes Villalobos em 1485 também na Vila do Topo. Nascido em 1490; e morto em 1548;
6. Ana da Silveira, nasceu em 1466 em Bruges, Flandres, Bélgica; morreu em 1549 em Goa, Índia Portuguesa; casou com Tristão Martins Pereira em 1485 também em Goa. Nascido em 1452 em Pombal, Portugal continental e falecido em 1529 na Índia;
7. Maria da Silveira, nasceu em 1468 em Bruges, Flandres, Bélgica; morreu em 14 de Agosto de 1545; casou com João Pires de Matos em 1497 na Ilha do Faial, Açores;
8. Francisco Casmaca, nasceu em 1499 na Ilha do Faial, Açores. Morreu em 1595 na Ilha do Faial, Açores. Casou com Isabel de Hurtere de Macedo em 1524 na Ilha do Faial, Açores.

### Descendentes
O apelido flamengo Haag que significa bosque, acabou por ser vertido em português por Silveira.[carece de fontes?] Uma variação fonética de seu nome é Guilherme Vanderaga. As famílias com o apelido Silveira nos Açores, regra geral, descendem do flamengo Willem van der Haegen. Os seus descendentes espalharam-se por todas as ilhas dos Açores, embora na ilha Graciosa surja outro ramo onde os Silveiras ali estabelecidos constituem um ramo dos Silveiras do continente português.[carece de fontes?].
Alguns dos seus descendentes emigraram para o sul de África e integraram-se com os colonos holandeses.[carece de fontes?]

## Possíveis Origens

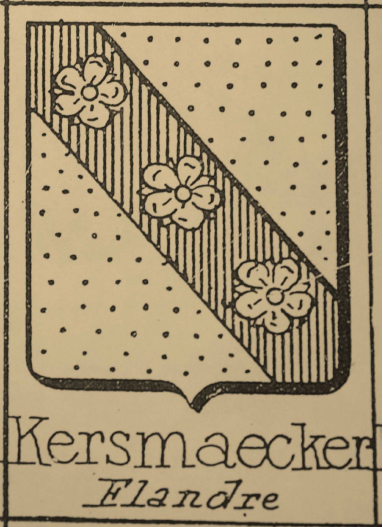
Brasão originalmente usado pela família De Keersmaeker em Flandres

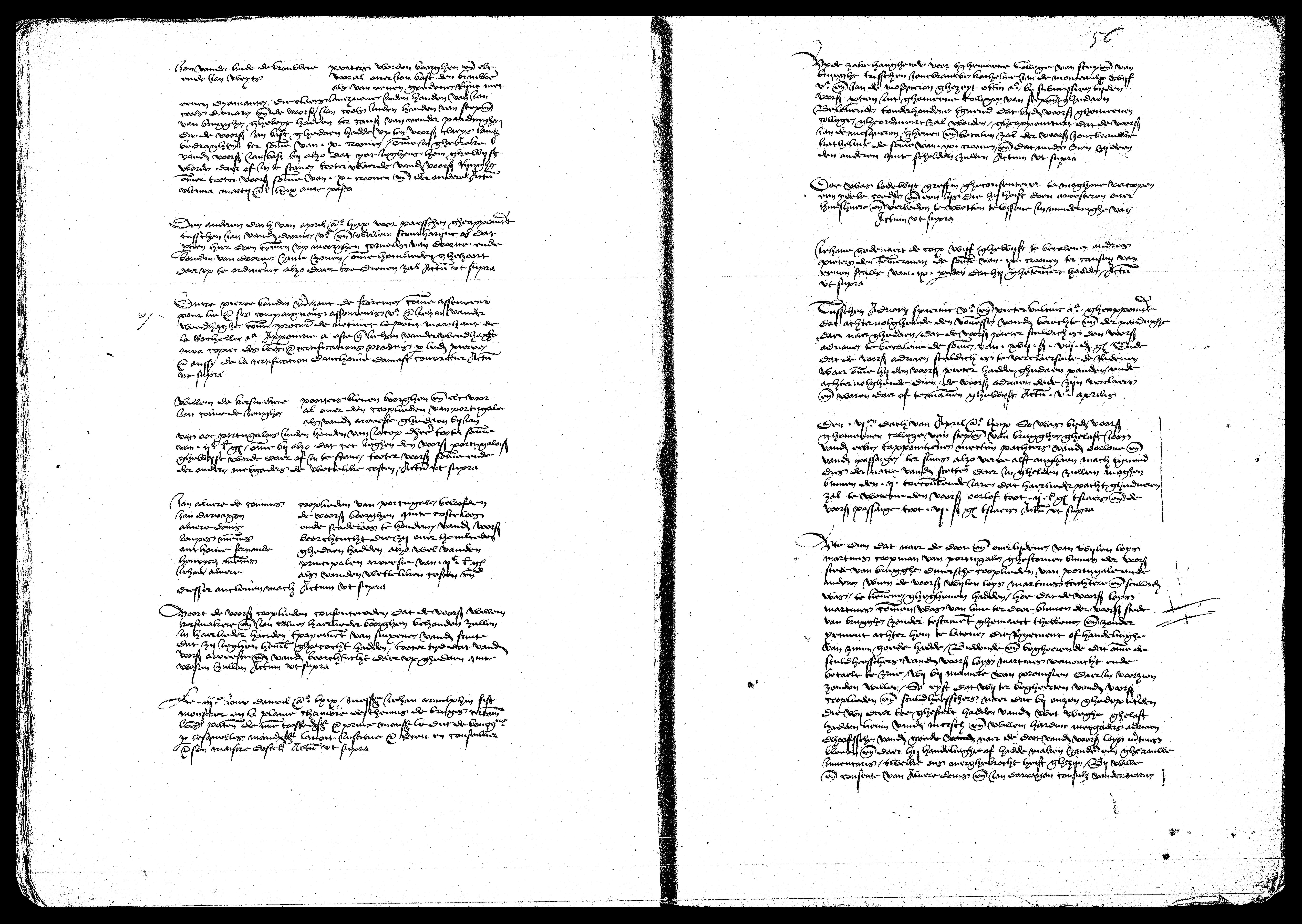
Sentença civil encontrada nos arquivos de Bruges, detalhando as relações comercias de Willem com mercadores portugueses

Em 2006, em seu artigo 'Les Flamads au Portugal au XV Siècle' o historiador francês Jacques Paviot mencionou a existência de uma sentença civil nos arquivos de Bruges, escrita em dialetos medievais de francês e holandês que detalha relações comerciais de um indivíduo chamado Willem De Kersemakere com vários mercadores portugueses, inclusive Lopo Mendes.
De acordo com Paviot e com a pesquisa do  genealogista belga André L. Fr. Claeys publicada em 2011,essa sentença, em contraste com o testamento da esposa de Willem van der Haegen, Margarida de Zabuya, datado de 14 de setembro de 1510 e registrado pelo tabelião André Fernandes (no qual Willem é mencionado apenas como Guilherme Casmaca), concluiu que o nome real do colonizador até então conhecido como Willem van der Haegen é na verdade Willem De Kersemakere.
Claeys argumenta que a razão a qual De Kersemakere foi conhecido por Willem van der Haegen é que ele deve ter tido uma primeira esposa de sobrenome van der Haegen (primeiro nome desconhecido, nascida em torno de 1432, data de casamento desconhecida, data de morte antes de 1469). A conclusão é que nos Açores, de acordo com a tradição portuguesa, os filhos do primeiro casamento escolheram o sobrenome da mãe, van der Haegen ou da Silveira, porém sem a adição do sobrenome paterno "Casmaca", como também é o costume português. Claeys diz que os crônicos e genealogistas da história açoriana basearam os seus escritos em documentos dos séculos XVI e XVII, muitas gerações depois de Willem, mantendo o sobrenome "da Silveira" para todos os filhos do primeiro casamento e mesmo para o próprio Willem. Isso provavelmente significaria, na conclusão de Claeys, que os primeiros sete filhos não são de Margarida de Zabuya, e por isso conservaram o sobrenome de sua mãe (em Bruges, eles provavelmente eram chamados de De Kersemakere), enquanto que Francisco, o mais jovem, sempre usou o sobrenome Casmaca. Claeys também alega que, de acordo com as tradições flamengas e portuguesas, maridos nunca recebem o sobrenome de suas esposas, e portanto, a denominação "Willem van der Haegen" seria incorreta.
Além de Paviot e Claeys, vários outros autores através dos séculos se referiram a Willem como Guilherme Casmaca ou Cosmacra (uma possível corruptela de De Kersemakere), com a atestação mais antiga, exceto o testamento de sua esposa, sendo uma descrição de sua vida e família por Gaspar Frutuoso escrita nos anos de 1586-1590, no capítulo 36 do manuscrito Saudades da Terra. Por outro lado, em um relato contemporâneo a vida de Willem, Valentim Fernandes se refere a ele como Guylelmo Hersmacher' em seu manuscrito em latim 'Descripcam de Cepta por sua Costa de Mauritania e Ethiopia ', publicado em 1506.
Paviot especula que o sobrenome De Kersemakere pode ter se originado na palavra holandesa Kaarsenmaker (fabricante de velas), enquanto que Jorge Forjaz, Pedro da Silveira e José Guilherme Reis Leite especulam que Casmaca pode ter se originado na palavra holandesa Kaasmaker ou Kasmach (queijeiro), os últimos dois também especulando que essa poderia ser a origem da tradição de queijo flamengo na ilha de São Jorge. Ademais, Eduardo de Campos de Castro de Azevedo afirma que o colonizador conhecido como Guilherme da Silveira era na verdade oriundo de Maastricht, que teria pertencido ao Ducado de Brabante, onde nunca houve uma família por nome de Vandraga/Van der Haegen.
A paternidade de Van der Haegen é incerta, contudo, ele provavelmente foi membro da família patrícia flamenga "De Keersmaeker".
James H. Guill, em seu livro "A history of the Azores Islands, Vol. 5, pg. 140, alega que Margarida de Zabuya era na verdade uma filha ilegítima de Amadeu VIII, Duque de Savoia, e que seu marido, Willem, era um neto ilegítimo de  João, Duque da Borgonha, possivelmente através de seu filho bastardo, João, Bispo de Cambrai, todavia, tal alegação é contestada por Claeys, pois Guill nunca cita uma fonte para essa informação, nunca consultou os arquivos de Bruges, ou outras fontes flamengas, e sempre se referiu a Willem como 'van der Haegen' e nunca 'Casmaca' ou 'De Kersemakere'. Claeys argumenta que Margarida provavelmente nasceu 'Marguerite Zabeau' da baixa nobreza da Valônia, observando que desde antes de 1322 o sobrenome Zabeau é encontrado nas regiões de Liège, Luxemburgo (Bélgica) e Ardennes (com variantes como Sabau, Sabia, Sabiau). Claeys também nota que mesmo que Margarida fosse de fato da casa de Sabóia, é mais provável que ela fosse filha de outros membros desta casa que residiam na Valônia, pois foram encontradas armas de duas linhagens de nome Savoi e Savoye (Jehan de Savoye, 1444). Também, na mesma região da Valônia, foram encontrados registros de Aimé, Conde de Sabóia (registro de 23 de Dezembro de 1304, cartularum de 1 de Setembro de 1316) e Jacop van Savoye, conde de Romand e Saint-Pol (registro de 8 de Abril de 1484).

É bastante provável que Guill tenha baseado suas alegações na afirmação de Gaspar Frutuoso de que Willem teria sido neto de um Conde de Flandres. No entanto, a possível origem nobre de Willem van der Haegen tem sido questionada por vários autores posteriores. O primeiro deles, Diogo das Chagas, afirmou em seu manuscrito 'Espelho Cristalino' de 1646 que havia duas pessoas chamadas Silveira: "João de Silveyra, um homem muito importante e grande mercador (ou astuto mercador)", para quem Joost de Hurtere (Joz de Utra) fez muitas promessas para que se fixasse nos Açores,e outro "Guilherme de Silveyra dos Silveyras de Brandath" que se fixou em Flores e então em São Jorge. Sobre o último, das Chagas escreve que o nome Brandath é uma corruptela de Vandraga, nome o qual foi registrado no reconhecimento de armas familiares concedido a van der Haegen por sua majestade, D. João II.